# Quijorna
Quijorna település Spanyolországban, Madrid tartományban. Quijorna Valdemorillo, Villanueva de la Cañada, Brunete, Villanueva de Perales és Navalagamella községekkel határos. Lakosainak száma 4001 fő (2024).

## Népesség
A település népessége az utóbbi években az alábbiak szerint változott:
| Lakosok száma | 1194 | 1847 | 2378 | 2810 | 3130 | 3221 | 3282 | 3439 | 3683 | 4001 |
|               | 2001 | 2004 | 2007 | 2009 | 2012 | 2014 | 2017 | 2019 | 2022 | 2024 |